# Deutsche Krankenhausgesellschaft Normaltarif
Unter dem Nebenkostentarif der Deutschen Krankenhausgesellschaft (DKG-NT) versteht man im deutschen Gesundheitswesen ein Verzeichnis, nach dem durch Krankenhäuser erbrachte, ambulante Leistungen abgerechnet werden. Es handelt sich hierbei um ein Vergütungssystem, das in der Regel zwischen zwei Krankenhäusern oder zwischen einem Krankenhaus und einem Chefarzt angewendet wird.
Der Katalog regelt u. a. die Kosten, die ein Krankenhaus nach erbrachter Leistung einem anderen Krankenhaus oder einem liquidationsberechtigten Krankenhausarzt in Rechnung stellen kann.
Hauptverwendungszweck sind:
- Liquidation konsiliarärztlicher Leistungen des Krankenhauses bei Leistungserbringung für stationäre Kassenpatienten anderer Krankenhäuser[1]
- Liquidation erbrachter ambulanter Leistungen des Krankenhauses (Institutsleistungen)[1]
- Kostenerstattung vom Chefarzt an das Krankenhaus, wenn GOÄ die Grundlage der Honorarberechnung durch den Arzt ist[1]